# Dan Sullivan
Dan Sullivan, właśc. Daniel Scott Sullivan (ur. 13 listopada 1964 w Fairview Park, Ohio) – polityk amerykański, senator ze stanu Alaska od roku 2015, członek Partii Republikańskiej.